# Torpédoborec typu 052D
Typ 052D (v kódu NATO: třída Luyang III) je třída torpédoborců Námořnictva Čínské lidové osvobozenecké armády. Prototypová jednotka této třídy do služby vstoupila v březnu 2014. Typ 052D je vylepšenou verzi torpédoborců typu 052C. Ve službě nahradil zcela zastaralé torpédoborce typu 051. Není známo, kolik torpédoborců této třídy má být postaveno. V roce 2023 bylo ve službě 25 torpédoborců, přičemž další byly ve stavbě. V březnu 2023 byly spuštěny 27. a 28. jednotka.

## Stavba
Do stavby torpédoborců této třídy se zapojily dvě čínské loděnice: šanghajská loděnici Ťiang-nan (Jiangnan Shipyard) a loděnice Ta-lien (Dalian Shipbuilding Industry Company, DSIC) v Ta-lienu. V roce 2016 byl plánovaný počet jednotek této třídy odhadován na nejméně čtrnáct. Nakonec jich bylo postaveno výrazně více. V březnu 2023 byla spuštěn 28. torpédoborec, přičemž další byly rozestavěny. Od čtrnácté jednotky C'-po (156) výroba přešla na vylepšenou verzi s neoficiálním označením typ 052DL.
Jednotky typu 052D:
| Jméno                           | Loděnice  | Spuštěna na vodu   | Vstup do služby   | Status  |
| ------------------------------- | --------- | ------------------ | ----------------- | ------- |
| Si-ning (117) 西宁              | Ťiang-nan | 26. srpna 2014     | 22. ledna 2017    | aktivní |
| Wu-lu-mu-čchi (118) 乌鲁木齐    | Ťiang-nan | 7. července 2015   | únor 2018         | aktivní |
| Kuej-jang (119) 贵阳            | Ta-lien   | 28. listopadu 2015 | 22. února 2019    | aktivní |
| Čcheng-tu (120) 成都            | Ta-lien   | 3. srpna 2016      | 30. září 2019     | aktivní |
| Čchi-čchi-cha-er (121) 齐齐哈尔 | Ta-lien   | 26. června 2017    | 14. srpna 2020    | aktivní |
| Tchang-šan (122) 唐山           | Ťiang-nan | 14. srpna 2018     | 14. srpna 2020    | aktivní |
| Chuaj-nan (123) 淮南            | Ťiang-nan | 15. dubna 2019     | 23. ledna 2021    | aktivní |
| Kchaj-feng (124) 开封           | Ta-lien   | 10. května 2019    | 21. dubna 2021    | aktivní |
| Cchang-čou (125) 沧州           | Ta-lien   | 10. března 2023    | květen 2025       | aktivní |
| Tchaj-jüan (131) 太原           | Ťiang-nan | 14. června 2016    | 12. prosince 2018 | aktivní |
| Su-čou (132) 苏州               | Ťiang-nan | 18. prosince 2018  | 15. ledna 2021    | aktivní |
| Pao-tchou (133) 包头            | Ťiang-nan | 28. srpna 2019     | prosinec 2021     | aktivní |
| Šao-sing (134) 绍兴             | Ta-lien   | 26. prosince 2019  | únor 2022         | aktivní |
| Ta-čou (135) 达州               | Ťiang-nan | 26. prosince 2022  | 2024              | aktivní |
| Sia-men (154) 厦门              | Ťiang-nan | 30. prosince 2014  | 10. června 2017   | aktivní |
| Nan-ťing (155) 南京             | Ťiang-nan | 28. prosince 2015  | 10. dubna 2018    | aktivní |
| C'-po (156) 淄博                | Ťiang-nan | 29. června 2018    | 12. ledna 2020    | aktivní |
| Li-šuej (157) 丽水              | Ta-lien   | 30. srpna 2020     | 10. srpna 2022    | aktivní |
| Su-čou (158) 宿州               | Ťiang-nan | 28. listopadu 2023 | duben 2025        | aktivní |
| Chöch chot (161) 呼和浩特       | Ťiang-nan | 26. prosince 2016  | 12. ledna 2019    | aktivní |
| Nan-ning (162) 南宁             | Ťiang-nan | 23. února 2019     | 12. dubna 2021    | aktivní |
| Ťiao-cuo (163) 焦作             | Ťiang-nan | 28. prosince 2019  | leden 2022        | aktivní |
| Kuej-lin (164) 桂林             | Ťiang-nan | 28. srpna 2019     | září 2021         | aktivní |
| Čan-ťiang (165) 湛江            | Ta-lien   | 10. května 2019    | 25. prosince 2021 | aktivní |
| Wej-nan (166) 渭南              | Ťiang-nan | 28. října 2023     | březen 2025       | aktivní |
| Kchun-ming (172) 昆明           | Ťiang-nan | 28. srpna 2012     | 21. března 2014   | aktivní |
| Čchang-ša (173) 长沙            | Ťiang-nan | 28. prosince 2012  | 12. srpna 2015    | aktivní |
| Che-fej (174) 合肥              | Ťiang-nan | 1. července 2013   | 12. prosince 2015 | aktivní |
| Jin-čchuan (175) 银川           | Ťiang-nan | 30. března 2014    | 12. července 2016 | aktivní |

## Konstrukce

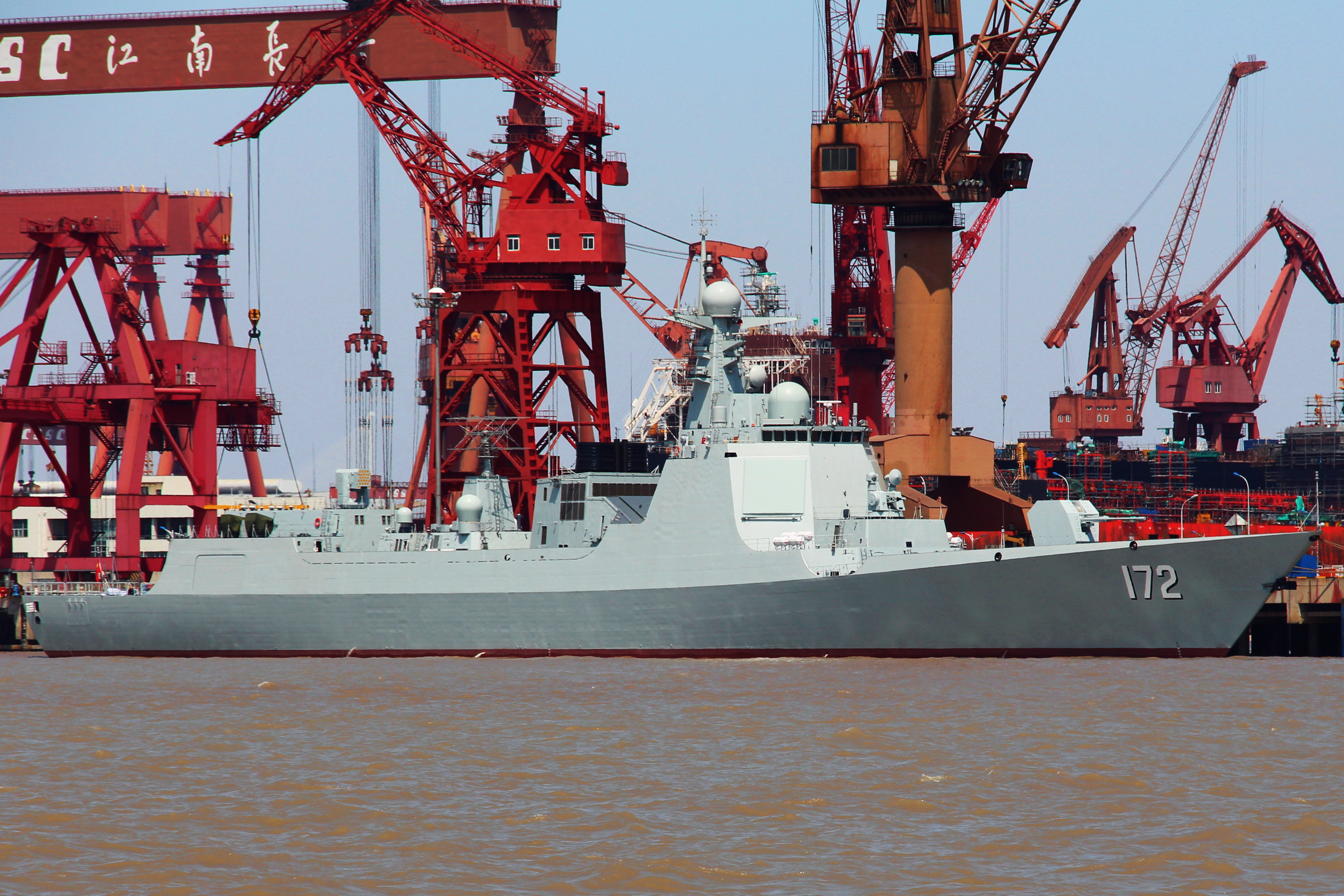
Kchun-ming (172)

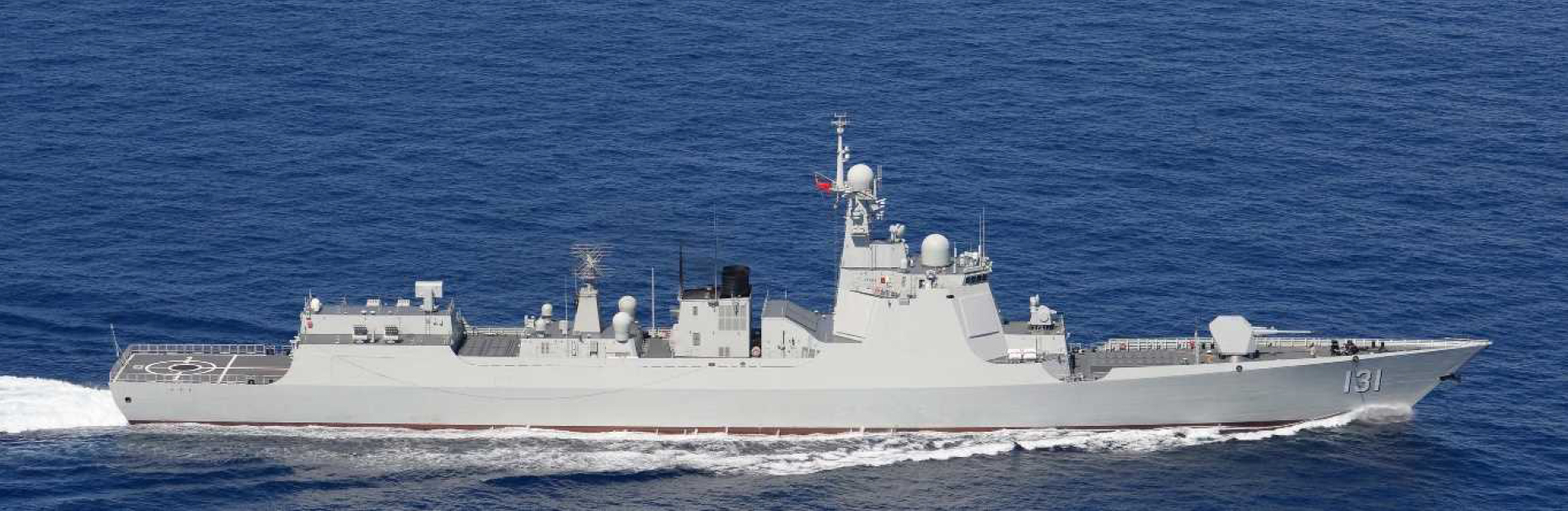
Tchaj-jüan (131)

O parametrech třídy existují jen kusé informace. Konstrukce třídy vychází z předchozího typu 052C. Liší se především složením elektroniky a výzbroje. V rozích jejich hlavní nástavby jsou umístěny čtyři pevné antény multifunkčních radiolokátorů vylepšeného typu s větší plochou.
V dělové věži na přídi je umístěn nový 130mm kanón H/PJ-45A. Za dělovou věží se nachází 32 buněk vertikálních vypouštěcích sil, přičemž druhá stejně početná baterie je umístěna před palubním hangárem. Z vertikálních sil mohou být vypouštěny různé typy řízených střel, například protiletadlové řízené střely HHQ-9B, protilodní střely YJ-18 a raketová torpéda CY-5. Součástí protiponorkové výzbroje jsou dva trojité 324mm torpédomety. K blízké obraně má sloužit jeden hlavňový systém blízké obrany typu 730 na přídi a jeden raketový systém blízké obrany HHQ-10 na střeše hangáru. K obraně slouží rovněž čtyři vrhače klamných cílů, instalované na střeše hangáru. Na zádi se nachází přistávací paluba a hangár pro uskladnění dvou protiponorkových vrtulníků Z-9 Chaj-tchun či Ka-28. Nejvyšší rychlost dosahuje 30 uzlů. Dosah je 4 500 námořních mil.

### Modifikace
Torpédoborce vylepšené verze typ 052DL mají o čtyři metry prodloužený trup (prodloužena je přistávací plocha a hangár), aby mohly provozovat nové vrtulníky Z-20. Dále jsou vybaveny novým typem radaru.